# Richard Huckle
Richard William Huckle (Ashford (Kent), 14 de mayo de 1986-Full Sutton, 13 de octubre de 2019) fue un pedófilo convicto británico. Fue arrestado por la Agencia Nacional del Crimen de Gran Bretaña después de una denuncia de la policía australiana y condenado por 71 cargos de agresiones sexuales graves contra niños mientras se hacía pasar por maestro, fotógrafo y cristiano devoto en Malasia.
Huckle es descrito como uno de los peores pedófilos nunca antes vistos del Reino Unido, a pesar de tener solo veintiocho años al momento de ser arrestado. El 6 de junio de 2016, fue condenado a veintidós cadenas perpetuas con un plazo de prisión mínimo de veinticinco años antes de ser elegible para solicitar la libertad condicional.
El 13 de octubre de 2019, Huckle fue asesinado al ser apuñalado en su celda en HMP Full Sutton.

## Infancia
Huckle nació en una familia de clase media en Ashford, Kent, el 14 de mayo de 1986. Fue educado en la Harvey Grammar School, Folkestone, donde sus amigos lo describieron como "un poco solitario, pero nada fuera de lo común". A los 16 años, participó en una expedición de un mes para visitar una escuela en Namibia antes de abandonar la Harvey Grammar School para estudiar en el cercano South Kent College.
Huckle era un cristiano habitual en la Iglesia Bautista Ashford, donde fue descrito como un hombre tranquilo. También era miembro de una iglesia en Londres, a la que continuó asistiendo hasta el momento de su nuevo arresto en enero de 2015.

## Tiempo en Malasia
Después de dejar la educación, Huckle pasó un año sabático en Malasia entre 2005 y 2006. Regresó regularmente, ayudando en las iglesias locales y entre las comunidades locales, antes de mudarse allí permanentemente en 2010.[cita requerida] Huckle se inscribió en un breve curso CELTA (Certificado en Enseñanza del Idioma Inglés para Adultos) con el British Council antes de comenzar a trabajar como fotógrafo independiente que trabaja en comunidades locales alrededor de Kuala Lumpur. También se inscribió en un curso de TI con una universidad local, con la esperanza de avanzar en su carrera y estado dentro de la comunidad.
Además de Malasia, donde ocurrieron todos los delitos de los que fue condenado, y Camboya, que también se mencionó en el juicio, Huckle viajó extensamente por el sudeste asiático a países como Singapur, Laos e India. Se ha revelado que, mientras estaba en India, convenció a un pastor para que lo invitara a un orfanato en Bangalore para tomar fotos y hacer videos con los niños, haciéndose pasar por un maestro para ganar confianza.

## Delitos sexuales

### Arresto inicial
El 19 de diciembre de 2014, Huckle fue arrestado por agentes de la Agencia Nacional del Crimen de Gran Bretaña en el aeropuerto Gatwick de Londres y fue interrogado bajo sospecha de una serie de graves delitos contra niños.  Su arresto se produjo luego de un aviso previo de Task Force Argos, una rama altamente especializada del Servicio de Policía de Queensland de Australia responsable de la investigación de explotación y abuso infantil en línea. Inicialmente, Huckle se negó a responder las preguntas de los oficiales y fue liberado bajo la condición de permanecer en casa de sus padres, mientras su cámara, computadora portátil y discos duros del computador fueron incautados.[cita requerida]

### Antecedentes de arresto
Los oficiales de policía de Task Force Argos habían estado al tanto de una red de pedófilos que operaban en una red oscura llamada The Love Zone (TLZ) por algún tiempo. Se dieron cuenta de un miembro que siempre hacía publicaciones usando el saludo inusual "hiyas" y tenía una peca distintiva en uno de sus dedos. Los oficiales exploraron Internet y las redes sociales, y finalmente encontraron una página de Facebook que coincidía con el perfil de la persona que buscaban, incluido el saludo y la peca. El perfil era falso, pero las fotos de un vehículo llevaron a la policía a Shannon McCoole, una trabajadora de atención de Adelaida. Se emitió una orden de arresto contra McCoole. Al ingresar a su casa, la policía descubrió que McCoole, quien posteriormente fue sentenciado a 35 años de prisión, estaba en línea mientras administraba su oscuro sitio web en el momento. 
La policía asumió la identidad de McCoole y dirigió su sitio, que desde entonces ha sido cerrado, en un movimiento inusual para atrapar a otros pedófilos. Al administrar el sitio, la policía rescató a 85 niños del abuso continuo y arrestó a cientos de criminales. Un miembro que se destacó fue Huckle, debido a la cantidad de niños que había abusado y la actitud de sus mensajes. Después de descubrir su verdadera identidad y explorar Internet, descubrieron que debía regresar al Reino Unido pronto, para pasar Navidad con su familia e inmediatamente alertaron a la Agencia Nacional del Crimen, que lo arrestó al llegar a Reino Unido.

### Confesión familiar y nuevo arresto
A Huckle se le había concedido libertad bajo fianza en condiciones de vivir en casa de sus padres mientras las investigaciones estaban en curso. Huckle no tenía antecedentes penales ni cargos de responsabilidad con respecto a menores. La policía, por tanto, después de entrevistarlo, lo liberó temporalmente, ya que tomaría tiempo analizar y recuperar evidencia de los equipos informáticos incautados. En su entrevista inicial con la policía, Huckle no hizo ningún comentario. Cuando salió en libertad bajo fianza, fue confrontado por sus padres sobre las acusaciones, a las que reclamó su inocencia. Huckle luego admitió las acusaciones, momento en el que sus padres se negaron a permitirle permanecer en la casa y volvió a la custodia policial.

### Prisión preventiva y juicio
Después de salir de la casa de sus padres, Huckle fue arrestado nuevamente y acusado de 91 cargos, incluida la creación y posesión de pornografía infantil, violación de un niño menor de doce años, penetración digital, abuso infantil y facilitar la comisión de delitos sexuales infantiles mediante la creación de Un manual pedófilo. La policía le negó la libertad bajo fianza y lo remitió a la corte donde también se negó su última solicitud de libertad bajo fianza, Huckle estaba ahora bajo custodia, inicialmente en HMP Lewes, debido a la gravedad de los cargos, siendo transferido a HMP Belmarsh en Londres para espera del juicio.
En una audiencia inicial en el Old Bailey, en enero de 2016, Huckle se declaró inocente de los 91 cargos, que tomaron más de una hora en leerse en la corte, y los fiscales comenzaron a preparar tres juicios separados, ya que no creían que un jurado debe estar sujeto a toda la evidencia gráfica que se presentaría en un solo ensayo. En abril, durante una audiencia de juicio preliminar, Huckle se declaró culpable de 71 de los 91 cargos que enfrentaba, después de una solicitud para ver todas las pruebas en su contra en el tribunal. Como resultado de su confesión, los fiscales decidieron no iniciar un proceso judicial por los veinte cargos restantes, para evitarle al jurado el horror de tener que mirar imágenes gráficas y videos de abuso infantil desde el cargo 71, pues los cargos que admitió Huckle serían suficientes para una larga sentencia.[cita requerida] Durante las audiencias, la magnitud completa de los crímenes de Huckle se hizo evidente por primera vez. Los fiscales, liderados por Brian O'Neill QC, mostraron evidencia de una larga lista de crímenes horribles que comenzaron durante el año sabático de Huckle en 2006 y continuaron durante ocho a nueve años, hasta que fue detenido en 2014. Incluyeron violación de niños menores de doce años, posesión y distribución de pornografía infantil, creación de pornografía infantil, abuso infantil, creación de un manual para pedófilos titulado "Paedophiles And Poverty: Child Lover Guide", penetración digital de un niño menor de doce años de edad, y recaudación de dinero para sus actividades a través de un sitio web de financiación colectiva. Sus víctimas tenían entre seis meses y doce años de edad; uno fue abusado mientras usaba un pañal, y otro fue abusado durante varios años, cuando tenía entre los cinco y doce años. Huckle pertenecía a un sitio web llamado The Love Zone en la dark web, que está oculto al descubrimiento público y sólo es accesible por medios anónimos. En el sitio, compartió fotos de sus crímenes con otros miembros. Se jactó de sus crímenes con otros pedófilos, publicando comentarios como "gana el premio gordo, una niña de tres años tan leal a mí como mi perro y a nadie parecía importarle" y "los niños empobrecidos son definitivamente mucho más fáciles de seducir que los niños de clase media". En total, los fiscales revelaron 29 víctimas y más de 20.000 fotos, pero creen que podría haber hasta doscientas víctimas en todo el sudeste asiático y miles de fotos más en áreas encriptadas de la computadora portátil de Huckle, a las que las autoridades por el momento no han podido acceder.
Las audiencias revelaron algunas de las estratagemas que Huckle empleó para conseguir víctimas, como llevar a los niños a excursiones de orfanatos y acompañarlos a casa desde su propia fiesta de cumpleaños. Huckle incluso había hablado de casarse con una de sus jóvenes víctimas para poder establecer un hogar de acogida y abusar de "un ciclo de niños" que pasarían por su casa y convertir la pedofilia en un trabajo de tiempo completo. Huckle también creó un libro de contabilidad de sus abusos y donde calificó la escala de abusos que sufrió cada víctima. Fue de este libro que se recuperó el número estimado de niños maltratados, doscientos, aunque hasta ahora las autoridades sólo han descubierto evidencia fotográfica del abuso de veintinueve niños debido a que Huckle se negó a dar a los oficiales las contraseñas de las áreas encriptadas de sus discos duros.

### Jurisdicción extraterritorial
Huckle fue procesado en virtud de la Sección 72 de la Ley de delitos sexuales de 2003, que permite a los ciudadanos británicos ser juzgados y condenados en el Reino Unido por delitos sexuales infantiles cometidos en el extranjero en un esfuerzo por prevenir el turismo sexual infantil, una estratagema conocida como jurisdicción extraterritorial y una medida bienvenida por las organizaciones benéficas de protección infantil.
Es una sección raramente utilizada de la Ley: aunque no se lleva un registro oficial, se cree que Huckle es solo la séptima persona en ser procesada bajo la medida, y que sus crímenes son los más graves en ser procesados bajo esta medida.

## Sentencia
La audiencia de sentencia de Huckle comenzó en Old Bailey el 1 de junio de 2016 y duró hasta el 3 de junio de 2016, y la sentencia se aprobó el 6 de junio de 2016. Al comienzo de la audiencia, el juez declaró que Huckle debería esperar ir a prisión por mucho tiempo, ya que estaba considerando múltiples condenas a cadena perpetua debido a la gravedad de los delitos cometidos.
Durante la audiencia de sentencia, el abogado de Huckle, Philip Sapsford QC, leyó una declaración de Huckle donde culpaba de sus crímenes a su falta de madurez:
Sapsford continuó pidiéndole al juez que tenga en cuenta la corta edad de su cliente, sus reclamos de remordimiento y el hecho de que no tiene condenas previas. También citó un informe psiquiátrico que decía que Huckle tenía una experiencia sexual limitada con mujeres y sufría depresión cuando era adolescente. También afirmó que, a pesar de las circunstancias atenuantes, este es el caso más extenso de crímenes sexuales infantiles en los que ha estado involucrado.
También se observó durante la audiencia, en una declaración hecha por la fiscalía, cómo las condenas solo se solicitaron contra crímenes para los cuales había evidencia fotográfica completa. Se observó cómo el libro mayor de Huckle contenía detalles de 200 niños que habían sido maltratados pero que no habían podido acceder a ciertas secciones cifradas de su disco duro para obtener evidencia.
En Old Bailey el 6 de junio de 2016, el juez Peter Rook QC sentenció a Huckle a cadena perpetua por veintidós cargos con una pena mínima de prisión de veinticinco años antes de ser elegible para solicitar la libertad condicional. Antes de pasar la sentencia, el juez declaró que Huckle llevó a cabo una campaña de violación y fue impulsado por su propia satisfacción sexual:

## Secuelas y críticas
La Agencia Nacional del Crimen recibió críticas del Gobierno de Malasia, así como de varias organizaciones benéficas de protección infantil en Malasia, por su manejo del caso. Oficiales de la ANC viajaron a Malasia para involucrar a organizaciones benéficas locales, que realizaron talleres de protección infantil en la comunidad donde vivía Huckle, pero se les mantuvo en la oscuridad sobre la gravedad de sus crímenes. El gobierno de Malasia declaró que les gustaría obtener más detalles de las víctimas para que puedan ofrecer asesoramiento. El 4 de junio de 2016, el fiscal general de Malasia, Tan Sri Mohamed Apandi Ali, declaró que estaba en proceso de contactar a su homólogo en el Reino Unido y al Alto Comisionado británico en Kuala Lumpur, para obtener información sobre el caso, lo que ayudaría a su investigación sobre los crímenes y sus esfuerzos para ayudar a las víctimas de Huckle.
La Agencia Nacional del Crimen respondió a los comentarios de las autoridades de Malasia, declarando que revelaron suficientes detalles para poder ayudar a las organizaciones benéficas, pero no pudieron proporcionar todos los detalles hasta que se completó el enjuiciamiento. Por la misma razón, se impusieron restricciones severas a los medios de comunicación, lo que impidió que alguien denunciara la historia hasta que el Gobierno británico haya tomado medidas para garantizar que todo el material de Huckle se haya eliminado y que se hayan tomado medidas para proteger a sus víctimas de otros depredadores. El 6 de junio de 2016, sin embargo, la Agencia Nacional del Crimen se refirió al organismo de control policial, la Comisión Independiente de Quejas de la Policía, debido al hecho de que estaban al tanto de la continua asistencia de Huckle a dos iglesias en el Reino Unido hasta el momento de su nuevo arresto en enero de 2015, pero no los contactó hasta que la sentencia ya había comenzado. El IPCC analizará si la ANC había actuado adecuadamente y si se podría haber hecho más para determinar si Huckle abusó de algún niño en el Reino Unido a través de su relación con las iglesias.[necesita actualización] 
El Consejo Británico emitió un comunicado diciendo que habían revisado sus tratos con Huckle: 
También declararon que se revisarían los procedimientos, pero que los controles previos al empleo son responsabilidad de futuros empleadores, no de su proveedor de educación.[necesita actualización] 
Después de que se conoció la gravedad de los crímenes de Huckle, el gobierno de Malasia estableció una línea telefónica directa para que las personas llamen si tienen información sobre Huckle o si fueron abusados ellos mismos. El primer ministro de Malasia, Najib Razak, agregó que estaba enojado y entristecido por la violación sexual de los niños de Malasia por parte de Huckle y pidió a todas las partes involucradas que se aseguren de que los niños no estén expuestos a situaciones en las que personas irresponsables puedan aprovecharse de ellos. En agosto de 2016, en respuesta a las críticas que siguieron al caso Huckle, Najib Razak anunció que se había creado un grupo de trabajo especial para investigar cómo las leyes de protección infantil de Malasia podrían redactarse de nuevo para tener en cuenta las nuevas formas en que los depredadores sexuales infantiles como Huckle se aprovechaban de los niños de Malasia, con el objetivo de tener una nueva versión lista para finales de año.[necesita actualización] 
Tras el descubrimiento de los crímenes de Huckle, el gobierno de Malasia fue criticado por organizaciones benéficas de protección infantil por su falta de leyes contra el abuso infantil y la pornografía infantil. James Nayagam, presidente de la Sociedad de Bienestar Infantil de Suriana, fue particularmente crítico con la naturaleza relajada de su gobierno al tratar con tales crímenes:
En el artículo, Nayagam continuó señalando que la Sección 292 del Código Penal solo se ocupa de la venta y distribución de material obsceno.
Si bien los medios de comunicación en el Reino Unido apoyaron en gran medida la sentencia de Huckle, la prensa de Malasia declaró ampliamente que el castigo no fue lo suficientemente severo, con declaraciones como "mil años no es suficiente", "Estamos horrorizados de que el demonio sexual [Huckle] será elegible para comparecer ante una junta de libertad condicional después de veintitrés años", y "este monstruo podría salir en veinticuatro años" apareciendo en los días posteriores al anuncio de su sentencia.

## Muerte
El 13 de octubre de 2019, Huckle fue encontrado apuñalado en su celda en la prisión de Full Sutton, a la edad de 33 años. Al parecer, el ataque fue "cuidadosamente planeado" y ejecutado por Paul Fitzgerald, también encarcelado por delitos de índole sexual. Según se ha podido saber, Fitzgerald violó a Huckle con un utensilio de cocina, lo estranguló con un cable eléctrico y le metió un bolígrafo por la nariz hasta el cerebro. La víctima presentaba además golpes en la cara y riñones, y una puñalada en el cuello con un arma improvisada.